# André Okombi Salissa
André Okombi Salissa est un homme politique congolais né en 1961 à Lékana. Il fut plusieurs fois ministre entre 1997 et 2012 sous la présidence de Denis Sassou-Nguesso, ainsi que député de Lékana entre 2002 et 2017.
Il rejoint l'opposition lors du référendum constitutionnel de 2015, et intègre notamment la plateforme d'opposition Initiative pour la démocratie au Congo (IDC).
Candidat à la présidentielle de 2016, il perd avec 3,96 % des voix, arrivant 5e sur 9 candidats. Il vit ensuite dans la clandestinité pendant plusieurs mois avant d'être arrêté en janvier 2017, car soupçonné de détenir illégalement des armes de guerre et de vouloir attenter à la sûreté de l'État. En mars 2019, il est condamné à 20 ans de travaux forcés par la Cour criminelle de Brazzaville.

## Biographie

### Jeunesse et études
André Okombi Salissa naît en 1961 à Lékana (Plateaux), et est issu de l'ethnie Téké. Il étudie à Kinshasa (RDC) où il décroche un diplôme d'ingénieur, puis part quelques années plus tard à Kharkiv, en Ukraine.
De retour au Congo, il participe à la guerre civile de 1997 au sein des Cobras, la milice de Denis Sassou-Nguesso. Il devient également numéro deux du « Front 400 », dirigé par Camille Oko, qui combat à Brazzaville face aux troupes de Pascal Lissouba.

### Carrière politique
En 1997, André Okombi Salissa entre pour la première fois au gouvernement en étant nommé par Denis Sassou-Nguesso ministre de l'Éducation technique et professionnelle, poste qu'il occupe jusqu'en août 2002. Il sera par la suite plusieurs fois membre du gouvernement, devenant successivement, : 
- ministre du Travail, de l'Emploi et de la Sécurité sociale (août 2002 - janvier 2005) ;
- ministre des Transports et de l'Aviation civile dans le premier gouvernement d'Isidore Mvouba (janvier 2005 - mars 2007) ;
- ministre du Tourisme et de l'Environnement (mars 2007 - septembre 2009) ;
- ministre de l'Enseignement technique, professionnel, de la Formation qualifiante et de l'Emploi (septembre 2009 - septembre 2012).

Cadre du Parti congolais du travail (PCT), le parti au pouvoir, il devient à partir de 2001 directeur du « Comité d'action pour la défense de la démocratie - Mouvement de jeunesse » (CADD-MJ), une association destinée à mobiliser la jeunesse pour soutenir le président Denis Sassou-Nguesso. Cette dernière, qui regroupe principalement des jeunes issus de Brazzaville (quartier de Poto-Poto notamment) et de Lékana, est surtout mobilisée lors des déplacements du président. En 2016, Jeune Afrique décrira cette organisation comme ayant des « allures de milice ».
En 2002, il est élu député du district de Lékana (Plateaux) lors des élections législatives, battant Florent Ntsiba, puis sera réélu lors des élections de 2007 et 2012,.
Lors de l'élection présidentielle de 2009, il est l'un des « piliers de la campagne » du PCT, qui verra Denis Sassou-Nguesso réélu, s'appuyant notamment sur le soutien du CADD-MJ. La dissolution de cette association lui est cependant demandée par la suite. Devant son refus, il est débarqué du gouvernement en 2012, puis se distancie du PCT. En 2013, il est suspendu du bureau politique du parti pour « divergences de vue », puis part en « exil volontaire » en France. En juillet 2015, dans une déclaration à la presse, il qualifie de « monologue et de divertissement » le dialogue national initié par Denis Sassou-Nguesso, qui avait pour but de débattre des institutions et de l'organisation des élections au Congo,.

### Opposition
En 2015, s'opposant à la tenue d'un référendum constitutionnel qui permettrait à Denis Sassou-Nguesso de briguer un 3e mandat successif, André Okombi Salissa décide de rejoindre les rangs de l'opposition, intégrant la plateforme Initiative pour la démocratie au Congo (IDC). En raison de ses protestations contre la nouvelle constitution, il est assigné à résidence entre octobre et décembre 2015. En novembre 2015, 11 de ses proches sont arrêtés par les autorités, dans un contexte de répression générale contre les opposants au référendum, ce qui est dénoncé par la Fédération internationale des ligues des droits de l'homme (FIDH)
Il se porte candidat à la présidentielle de mars 2016, sous les couleurs de l'IDC. Le 7 mars 2016, il présente son programme intitulé « Ma passion pour le Congo » s'articulant autour de 5 points, parmi lesquels une réforme des institutions pour plus de justice sociale et de démocratie, l'instauration d'un nouveau modèle de développement, ou encore un meilleur partage des fruits de la croissance. Se présentant comme le « candidat du changement », il fait en outre de la défense des droits de la jeunesse une de ses priorités.
André Okombi Salissa ne recueille que 3,96 % des voix lors de l'élection, arrivant 5e sur 9 candidats. Il ne reconnaît cependant pas la victoire de Denis Sassou-Nguesso et appelle, avec 4 autres candidats de l'opposition, à contester pacifiquement sa réélection en faisant une « opération ville morte ». En avril 2016, il est à nouveau assigné à résidence par les autorités. Il décide peu après de s'enfuir et de vivre dans la clandestinité, craignant une arrestation arbitraire. 

### Problèmes judiciaires
Le 23 septembre 2016, alors qu'il vit toujours dans la clandestinité, les autorités affirment avoir retrouvé plusieurs armes au domicile de son épouse Gisèle Ngoma à Brazzaville, dont des fusils-mitrailleurs, des lance-roquettes et des munitions,. Une enquête est alors ouverte. André Okombi Salissa sort de son silence le 23 novembre 2016 pour s'exprimer à ce sujet sur les ondes de Radio France internationale, où il dénonce une « manipulation grossière » montée par le pouvoir, qu'il accuse de recourir à une « culture stalinienne du complot ».
En décembre 2016, le procureur de la République, André Oko Ngakala, demande à l'Assemblée nationale de lever l'immunité parlementaire d'André Okombi Salissa, l'accusant « d'atteinte à la sûreté de l'État » et de « détention illégale d'armes de guerre », mais cela lui sera refusé. Parallèlement, le frère d'André Okombi Salissa, Roland Gambou, mis en examen et placé en détention provisoire dans le cadre de cette affaire depuis le mois de septembre, décède le 21 décembre 2016 à la suite des mauvais traitements qu'il aurait subis en détention,,.
Le 10 janvier 2017, après six mois de clandestinité, André Okombi Salissa est arrêté dans le quartier de Massengo à Brazzaville, malgré son immunité parlementaire. Il aurait été repéré grâce à son téléphone satellite, alors qu'il vivait chez un militaire originaire lui aussi de Lékana. Un membre de sa famille déclare avoir eu le sentiment que l'opposant souhaitait se faire arrêter, n'ayant pas opposé de résistance. La police déclare que l'arrestation s'est faite sans violence, bien que RFI rapporte que le chauffeur d'André Okombi Salissa a dû être hospitalisé,. Le journal français Le Monde note que cette arrestation intervient dans un contexte répressif où d'autres opposants ont également été arrêtés, tels Paulin Makaya (en 2015) et Jean-Marie Mokoko (en juin 2016). 
André Okombi Salissa est par la suite placé en détention préventive au sein de la Direction générale de la surveillance du territoire (DGST), à partir du 23 janvier 2017. En juillet 2018, après 18 mois de détention, le Groupe de travail sur la détention arbitraire du Conseil des droits de l'homme de l'ONU estime que sa détention est « arbitraire », et demande sa libération immédiate ainsi qu'une indemnisation pour ces 18 mois passés en prison. En décembre 2018, ses avocats plaident pour sa remise en liberté devant la chambre d'accusation de la Cour d'appel, leur client étant enfermé seul depuis presque 2 ans, sans possibilité de sortir de sa cellule ni de recevoir de visites de ses proches. La chambre décide cependant de renvoyer André Okombi Salissa devant la Cour criminelle. L'un de ses avocats, Me Yvon Eric Ibouanga, dénonce une violation de ses droits ainsi qu'un dossier « totalement vide ».
Son procès s'ouvre le 17 janvier 2019 à la chambre criminelle de la Cour d'appel de Brazzaville. André Okombi Salissa est alors accusé d'« atteinte à la sécurité intérieure de l'État » ainsi que de « détention illégale d'armes et munitions de guerre ». L'audience est cependant ajournée au bout de 22 minutes et renvoyée à une date ultérieure, officiellement pour « raisons d'État ». Le procès reprend le 31 janvier et se déroule pendant un peu plus d'un mois. André Okombi Salissa est défendu par 6 avocats, dont 3 venus de l'étranger, et nie être le propriétaire des armes retrouvées. Le 6 mars 2019, il est condamné à 20 ans de travaux forcés en l'absence de ses avocats, qui avaient quitté la salle pour dénoncer une procédure irrégulière et un non-respect de leurs droits,.